# مارينيو (لاعب كرة قدم مواليد 1990)
مارينيو (بالبرتغالية: Mário Sérgio Santos Costa‏) هو لاعب كرة قدم برازيلي في مركز نصف الجناح، ولد في 29 مايو 1990 في بينيدو في البرازيل. لعب مع نادي إنترناسيونال ونادي إيتوانو ونادي بارانا ونادي سيارا ونادي غوياس ونادي فلامنغو ونادي فلومينينسي ونادي كاشياس دو سول ونادي كروزيرو ونادي ناوتيكو.

## وصلات خارجية
- مارينيو (لاعب كرة قدم مواليد 1990) على موقع قاعدة بيانات كرة القدم.إي يو (الإنجليزية)
- مارينيو (لاعب كرة قدم مواليد 1990) على موقع ليكيب (الفرنسية)
- مارينيو (لاعب كرة قدم مواليد 1990) على موقع Soccerway.com (الإنجليزية)
- مارينيو (لاعب كرة قدم مواليد 1990) على موقع عالم كرة القدم.نت (الإنجليزية)